# 斯塔諾沃
48°25′13″N 22°51′29″E / 48.42028°N 22.85806°E
斯塔諾沃（烏克蘭語：Станово），是烏克蘭的村落，位於該國西部外喀爾巴阡州，由穆卡切沃區負責管轄，始建於1400年，面積2.6平方公里，海拔高度176米，2001年人口985，人口密度每平方公里378.26人。